# دوادا جابي
دوادا جابي Daouda Jabi (بالفرنسية: Daouda Jabi)‏، من مواليد 10 ابريل 1981 في بيلوندو في غينيا بيساو، لاعب كرة قدم غيني.
بدأ مسيرته الكروية مع نادي لينس الفرنسي في عام 2001، ولعب معهم حتى عام 2005، وشارك معهم في 40 مباراة، وفي موسم 2005/2006 انتقل إلى نادي أجاكسيو الفرنسي، ولعب معهم 31 مباراة، وفي موسم 2006/2007 انتقل إلى نادي كايسيري إركيسبور التركي، ولعب معهم 10 مباريات وسجل هدف واحد، ومنذ عام 2007 وهو يلعب مع نادي طربزون التركي.
و هو يلعب مع منتخب غينيا لكرة القدم.

## روابط خارجية
- دوادا جابي على موقع اتحاد تركيا (لاعب) (الإنجليزية)
- دوادا جابي على موقع قاعدة بيانات كرة القدم.إي يو (الإنجليزية)
- دوادا جابي على موقع ناشيونال فوتبول تيمز (الإنجليزية)